# Mônica Santhiago
Mônica Santhiago (Porto Alegre; 1 de abril de 1975) es una actriz pornográfica y modelo erótica brasileña.

## Biografía
Mônica Santhiago, nombre artístico de Marcia Seferin, nació en abril de 1975 en Porto Alegre, ciudad del estado de Río Grande del Sur. Estudió Pedagogía y Psicopedagogía en la Pontificia Universidad Católica de Río Grande del Sur, trabajando en el área de educación de la misma durante ocho años. Después de perder su empleo aquí decidió comenzar a trabajar como actriz pornográfica tras conocer al actor Don Picone. Debutó como actriz en 2006, a los 31 años de edad.
Como actriz ha trabajado para estudios como Red Light District, Zero Tolerance, Jules Jordan Video, Evil Angel, Third World Media, Brazzers, Elegant Angel, 3rd Degree, Kink.com, Reality Kings, Lethal Hardcore, Brasileirinhas o Naughty America, entre otros.
En 2010 fue nominada en los Premios AVN en la categoría de Artista femenina extranjera del año.
Ese mismo año anunció su retirada de la industria en virtud de su segundo matrimonio. Si bien dejó de grabar más películas ese año, las productoras todavía contaron con material inédito de ella que fueron sacando en los años siguientes. Con apariciones puntuales en 2012 y 2017, regresó en 2021.
Ha participado en más de 190 películas como actriz.
Alguno de sus trabajos destacados fueron Anal Integrity, Big Ass Fixation 7, Booty I Like 6, Bore My Asshole 4, Goo 4 Two 5, In the Butt 6, Latin Mommas, Oil Overload 3, Phat Bottom Allstars, Ride My Backside o Round Latin Asses.

## Premios y nominaciones
| Año  | Ceremonia            | Resultado | Premio                              | Trabajo       |
| ---- | -------------------- | --------- | ----------------------------------- | ------------- |
| 2009 | Erótika Video Awards | Ganadora  | Mejor escena de sexo anal           | Tomando no Cu |
| 2010 | Premios AVN          | Nominada  | Artista femenina extranjera del año | —             |